# 574635 Jánossy
574635 Jánossy è un asteroide della fascia principale. Scoperto nel 2010, presenta un'orbita caratterizzata da un semiasse maggiore pari a 2,4140680 au e da un'eccentricità di 0,1095888, inclinata di 4,76533° rispetto all'eclittica.